# Lucio Bonilla
Lucio Bonilla fue un dirigente sindical argentino, de ideas socialistas, que se desempeñó como secretario general de la Unión Obrera Textil, congresal constituyente en 1936 y vocal del secretariado de la Confederación General de Trabajo (CGT) en 1943.

## Biografía
Bonilla integraba el grupo socialista de la UOT (junto con Juan Armendares, Basilio Dimópulo y su hermano Jorge Bonilla), opuesto al grupo comunista (Jorge Michellón, su esposa Dora Genkin, etc.), que se integró a la UOT en 1936 luego de disolver la Federación Obrera de la Industria textil (FOIT) con eje en las empresas Zalzmann y Piccaluga, esta última de donde provenía Bonilla.
En 1940-1941, Bonilla lideró la formación de un sindicato paralelo a la UOT, por entonces dirigido por el comunismo (Jorge Michellón) que tomó forma en 1942 con el nombre de Unión Obrera Textil (Autónoma), con sede en la calle Independencia, y secretaría general de Lucio Bonilla.
La dividirse la CGT en 1942 la UOT-Independencia (socialista) se integró a la CGT Nº1 (Domenech), en tanto que la UOT-Entre Ríos (comunista) se integró a la CGT Nº2 (Pérez Leirós).
Fue uno de los sindicalistas que dieron origen a la corriente nacionalista-laborista que entre 1943-1945 originó el peronismo, si bien Bonilla se encontraba en el grupo más reacio a establecer un contacto estrecho con el gobierno. En 1945 Bonilla como único secretario general. Bajo su secretaría general y con el apoyo de la Secretaría de Trabajo y Previsión, a cargo de Juan Perón, la UOT pasaría de 9.000 afiliados en 1943 a 100.000 en 1945.
Durante el crucial año de 1945 para el movimiento obrero argentino, Bonilla impulsó la desafiliación de la Unión Obrera Textil, de la CGT. Como respuesta la CGT creó la Asociación Obrera Textil en octubre de 1945 dirigida por Mariano Tedesco y apoyo de la STP, que desplazó completamente a la UOT, hasta su autodisolución en 1946, para que sus integrantes se afiliaran a la AOT.
En 1955, el gobierno militar que derrocó a Perón designó a Bonilla y Cándido Gregorio como interventores. Pero en las primeras elecciones realizadas en 1957, con el fin de normalizar el sindicato, perdieron ante la lista peronista, encabezada Juan Carlos Loholaberry apoyado por Andrés Framini, quien no pudo presentarse por haber sido inhabilitado por el gobierno militar.